# Waltz for Debby (album, 1964)
Pour les articles homonymes, voir Waltz for Debby.
Waltz for Debby est un album enregistré en 1964 par la chanteuse Monica Zetterlund. Elle est accompagnée par le trio du pianiste de jazz Bill Evans.

## Historique
Cet album a été enregistré au AB Europa Film Studio de Stockholm, le 23 août 1964.
Il a été initialement publié en 1964 par le label Philips (6378 508).
Il est actuellement commercialisé (réédition 2006) en CD sous le titre Waltz for Debbie [sic] par le label Verve Records.
Par ailleurs, les titres qui composent cet album sont inclus dans le coffret The Complete Bill Evans on Verve.

## Titres de l’album
| No  | Titre                                     | Auteur                                        | Durée |
| --- | ----------------------------------------- | --------------------------------------------- | ----- |
| 1.  | Come Rain or Come Shine                   | Harold Arlen, Johnny Mercer                   | 4:41  |
| 2.  | Jag Vet en Dejlig Rosa (A Beautiful Rose) | (chanson traditionnelle)                      | 2:53  |
| 3.  | Once Upon a Summertime                    | Michel Legrand, Eddy Marnay, Johnny Mercer    | 3:03  |
| 4.  | So Long Big Time                          | Harold Arlen, Dory Previn                     | 3:49  |
| 5.  | Monicas Vals                              | Bill Evans, Gene Lees                         | 2:47  |
| 6.  | Lucky to Be Me                            | Leonard Bernstein, Betty Comden, Adolph Green | 3:36  |
| 7.  | Vindarna Sucka (Sorrow Wind)              | (chanson traditionnelle)                      | 3:03  |
| 8.  | It Could Happen to You                    | Jimmy Van Heusen, Johnny Burke                | 3:00  |
| 9.  | Some Other Time                           | Leonard Bernstein, Betty Comden, Adolph Green | 5:35  |
| 10. | Om Natten (In the Night)                  | Olle Adolphson                                | 1:40  |

Titres additionnels sur The Complete Bill Evans on Verve
| No  | Titre                             | Durée |
| --- | --------------------------------- | ----- |
| 11. | Come Rain or Come Shine (prise 2) | 5:24  |
| 12. | Come Rain or Come Shine (prise 4) | 5:12  |
| 13. | Lucky to Be Me (prise 2)          | 3:06  |
| 14. | It Could Happen to You (prise 2)  | 3:00  |
| 15. | It Could Happen to You (prise 3)  | 3:00  |

## Personnel
- Monica Zetterlund : voix
- Bill Evans: piano
- Chuck Israels : contrebasse
- Larry Bunker : batterie

## À propos du répertoire
- Monica Vals est en fait Waltz for Debby, une valse composée par Bill Evans. Les paroles originales sont de Gene Lees. Les paroles en suédois de cette version sont de John Bertil « Beppe » Wolgers.
- Once Upon a Summertime est la chanson La Valse des lilas de Michel Legrand et Eddy Marnay.
- Some Other Time et Lucky to Be Me sont tirés de la comédie musicale On the Town (musique Leonard Bernstein).
- Come Rain or Come Shine est tiré de la comédie musicale St. Louis Woman.
- So Long Big Time est une chanson écrite en 64, année de l'enregistrement de ce disque. La version princeps avait été chantée par Tony Bennett.
- It Could Happen to You est tiré de la musique du film Quatre Flirts et un cœur (And the Angels Sing) réalisé par George Marshall.
- Jag Vet en Dejlig Rosa et Vindarna Sucka sont deux chansons traditionnelles suédoises.
- Om Natten est une chanson du chanteur suédois Olle Adolphson (1934-2004).

## Autour de l'album
Monnica Zetterlund et Bill Evans ont joué quatre fois ensemble :
- Eté 1964, avec le trio formé avec Chuck Israels et Larry Bunker : enregistrement du disque chroniqué ici.

Participation à une émission télévisée où ont été chantées Some Other Time, Monica Vals et Corcovado (bossa nova de Tom Jobim, titre absent du disque). Des vidéos des titres enregistrés lors de cette émission existent.
Enregistrement pour la Sveriges Radio, le 24 août.
- Novembre 1965, avec le trio formé avec Palle Danielsson et Rune Carlsson : un enregistrement privé existe d'une session au club Gullene Cirkeln à Stockholm[3]
- Automne 1966, avec le trio formé avec Eddie Gomez et Alex Riel : concerts en clubs.

Le 24 octobre, concert de charité pour la Croix-Rouge au Royal Theatre de Stockholm, deux titres : Once Upon a Summertime,  Come Rain or Come Shine. Ce concert a été filmé par la télévision danoise.
Le 25 octobre, émission  filmée dans les studios de la TV-byen Copenhagen : 8 titres sans Monica Zetterlund et deux titres (particulièrement « décontractés ») avec la chanteuse : Monica Vals, Some Other Time. Des vidéos des titres enregistrés lors de ces émissions existent.
- Début 1975, avec le trio formé avec Eddie Gomez et Eliot Zigmund : concerts. L'un d'eux a été enregistré (concert donné le 22 février au Konsthallen de Lund). Cet enregistrement pirate a été publié sous le titre Bill Evans Trio With Monica Zetterlund : Swedish Concert, 1975 par le label Nova Disc (ND 1) puis par le label West Wind (WW 2073) et, en 2010, sous le titre Lund : 1975 - Helsinki: 1970 par le label Jazz Lips. La qualité de ces disques est très médiocre : le piano est particulièrement mauvais (désaccordé et « ferraillant ») et la prise de son est atroce.

Sur le coffret The complete Bill Evans on Verve, on trouve aussi une curiosité issue des séances suédoises de 64 : Bill Evans jouant et chantant, avec une voix nasillarde et un fort accent du New Jersey, la chanson de Noël Santa Claus is Coming To Town. Il est accompagné par Chuck Israels et un guitariste non identifié. Ce titre a été enregistré le même jour que le disque présenté ici, probablement, pendant un « break » de la session.
Enfin, Monica Zetterlund, a enregistré en 2000 un album en hommage au pianiste : Bill remembered : A tribute to Bill Evans (RCA Victor).